# Viktor Klimenko
Viktor Jakovlevič Klimenko (in russo Виктор Яковлевич Клименко?; Mosca, 25 febbraio 1949) è un ex ginnasta sovietico.

## Palmarès

### Olimpiadi
- 5 medaglie:
  - 1 oro (Monaco di Baviera 1972 nel cavallo)
  - 3 argenti (Città del Messico 1968 nel concorso a squadre; Monaco di Baviera 1972 nel volteggio; Monaco di Baviera 1972 nel concorso a squadre)
  - 1 bronzo (Città del Messico 1968 nelle parallele simmetriche)

### Mondiali
- 4 medaglie:
  - 3 argenti (Lubiana 1970 nel volteggio; Lubiana 1970 nel concorso a squadre; Varna 1974 nel concorso a squadre)
  - 1 bronzo (Lubiana 1970 nel cavallo)